# Nova Esquerra Catalana
Nova Esquerra Catalana (NECat) fou un partit polític socialdemòcrata catalanista partidari de la independència de Catalunya. El partit va ser fundat el 15 de desembre de 2012 a Sitges sota l'impuls d'Ernest Maragall, exdirigent del Partit dels Socialistes de Catalunya.
El partit es presentà a les eleccions al Parlament Europeu de 2014 en coalició amb Esquerra Republicana de Catalunya (ERC) i Catalunya Sí sota el nom de L'Esquerra pel Dret a Decidir. En aquells comicis, la candidatura independentista obtingué dos escons, fet pel qual Ernest Maragall obtingué el càrrec d'eurodiputat, ja que encapçalava la llista en segon lloc. Ara bé, està previst que finalitzi la legislatura a mitjan mandat, ja que aquest fou l'acord a què van arribar les parts abans de les eleccions. En substitució de Maragall assumirà el càrrec el número tres de la llista, el militant d'ERC i batlle de Caldes de Montbui, Jordi Solé.
El 28 d'agost del 2014 a Palamós, hi hagué una trobada organitzada per Nova Esquerra Catalana i Avancem per iniciar el curs polític a Catalunya. En aquella ocasió, les dues organitzacions van manifestar la voluntat de confluir en una nova organització abans de la finalització de l'any 2014.
El 22 de novembre de 2014 presentà la seva confluència amb Moviment Catalunya per crear una nova candidatura definida com a socialista, catalanista i sobiranista. El nom del partit estava previst que es presentés oficialment en societat el 30 de novembre al Casinet d'Hostafrancs de Barcelona. El nou partit no inclou de moment a Avancem, el corrent crític liderat per Joan Ignasi Elena, ja que posa, entre altres condicions, el requisit de baixa de militància del PSC en referència als exconsellers Geli, Tura i Castells. Arribat el 30 de novembre, anuncià la seva fusió sota la denominació Moviment d'Esquerres (MES).